# ج.أ.كودون
كان جون أنتوني بودين كودون -الذي ولد 2 يونيو 1928، وتوفي 12 مارس 1996- مؤلفًا إنجليزياً وكاتبًا قاموس ومعلمًا بالمدرسة. اشتهر بقاموس المصطلحات الأدبية (الذي نُشر في عدة إصدارات) ، والذي وصفه ملحق التايمز التعليمي بأنه «علمي، موجز، شامل وممتع... عمل مرجعي لا غنى عنه.» كما كتب كودون قاموس ماكميلان للرياضة والألعاب، وهو قاموس يجمع مليوني كلمة لمعظم الرياضات والألعاب عبر التاريخ، بالإضافة إلى العديد من الروايات والمسرحيات وكتب السفر وغيرها من الأعمال المنشورة. كان Cuddon's The Owl's Watchsong عبارة عن دراسة اسطنبول.
قام Cuddon أيضًا بتحرير مختارات مهمة من الخيال الخارق - The Penguin Book of Ghost Stories و The Penguin Book of Horror Stories (كلاهما 1984).
في مسيرته التعليمية المتميزة في مدرسة إيمانويل في لندن، إنجلترا، قام بتدريس اللغة الإنجليزية. كما درب رجبي والكريكيت.

## فهرس

### الروايات
كثرة الخطايا (9611)
وصية الإسخريوطي (1962)
أعمال الظلام (1963)
الجروح الست (1964)
عروس باترسي (1967)

### غير الخيالية
مشاهدة سونغ البومة (1960)
الدليل المصاحب ليوغوسلافيا (1974)
معجم المصطلحات الأدبية (1977)
قاموس ماكميلان للرياضة والألعاب (1980)
كتاب البطريق لقصص الأشباح (1984) (محرر)
كتاب البطريق لقصص الرعب (1984) (محرر)

## روابط خارجية
- Obituary:The IndependentMarch 16, 1996
- Obituary:ذا تايمز, March 15, 1996
- Cuddon, J. A. (revised by C. E. Preston), Dictionary of Literary Terms & Literary Theory, 4th ed. ISBN 0-14-051363-9.